# Zamira Zajcewa
Zamira Zajcewa, ros. Замира Зайцева, uzb. Zamira Zaytseva (ur. 16 lutego 1953) – uzbecka lekkoatletka specjalizująca się w biegach średnio i długodystansowych. W czasie swojej kariery reprezentowała Związek Socjalistycznych Republik Radzieckich.

## Sukcesy sportowe
- mistrzyni ZSRR w biegu na 1500 metrów – 1983[1]
- halowa mistrzyni ZSRR w biegu na 1500 metrów – 1979[2]

| Rok  | Miasto   | Zawody                    | Konkurencja    | Wynik         |
| ---- | -------- | ------------------------- | -------------- | ------------- |
| 1979 | Wiedeń   | halowe mistrzostwa Europy | bieg na 1500 m | srebrny medal |
| 1982 | Ateny    | mistrzostwa Europy        | bieg na 1500 m | srebrny medal |
| 1983 | Helsinki | mistrzostwa świata        | bieg na 1500 m | srebrny medal |
| 1985 | Moskwa   | puchar Europy             | bieg na 3000 m | 2. miejsce    |

## Rekordy życiowe
- bieg na 800 metrów – 1:56,21 – Leningrad 27/07/1983
- bieg na 800 m (hala) – 2:01,7 – Moskwa 15/02/1980
- bieg na 1500 metrów – 3:56,14 – Kijów 27/07/1982 (rekord Uzbekistanu)
- bieg na 1500 metrów (hala) – 4:03,9 – Wiedeń 25/02/1979 (rekord Uzbekistanu)
- bieg na milę – 4:22,5 – Kijów 15/06/1981
- bieg na 2000 metrów – 5:37,55 – Londyn 04/08/1984
- bieg na 3000 metrów – 8:35,74 – Moskwa 17/08/1985